# C'è chi dice no (brano musicale)
C'è chi dice no è un brano musicale del cantautore italiano Vasco Rossi, pubblicato nell'omonimo album nel 1987. La canzone è diventata uno dei pezzi più celebri e iconici del repertorio di Vasco Rossi, contribuendo significativamente al suo successo e alla sua fama come uno dei più grandi rocker italiani.

## Composizione e testo
La canzone, scritta dallo stesso Vasco Rossi e Maurizio Solieri, è caratterizzata da un ritmo incalzante e da un testo che riflette l'atteggiamento ribelle e anti-conformista tipico dell'artista. In "C'è chi dice no", Vasco critica la società contemporanea e le sue convenzioni, invitando l'ascoltatore a non seguire acriticamente le regole imposte dalla società. Il brano si distingue per la sua carica di energia e per il suo messaggio di ribellione e di rifiuto delle convenzioni sociali.

## Successo e impatto culturale
"C'è chi dice no" ha ottenuto un enorme successo commerciale, scalando le classifiche musicali italiane e diventando un inno per molti giovani dell'epoca, che si identificavano con il suo messaggio di ribellione e di rifiuto delle convenzioni sociali. La canzone è ancora oggi considerata un classico della musica italiana degli anni '80 e continua ad essere apprezzata dai fan di Vasco Rossi in tutto il mondo.

## Eredità
La canzone "C'è chi dice no" ha lasciato un'impronta duratura nel panorama della musica italiana, consolidando ulteriormente la reputazione di Vasco Rossi come uno dei più grandi artisti rock del paese. Il brano è spesso incluso nelle scalette dei concerti di Vasco Rossi e rimane uno dei momenti più attesi durante le sue esibizioni dal vivo.